# Predator: The Secret Scandal of J-Pop
Predator: The Secret Scandal of J-Pop es un documental de la televisión británica presentado por el periodista Mobeen Azhar. Se transmitió como parte de la serie documental This World en el Reino Unido en BBC Two el 7 de marzo de 2023. El documental se centra en el caso de abuso sexual que involucra al productor discográfico japonés Johnny Kitagawa, fundador de la compañía de talentos Johnny & Associates y figura influyente en la industria del entretenimiento japonesa.

## Resumen

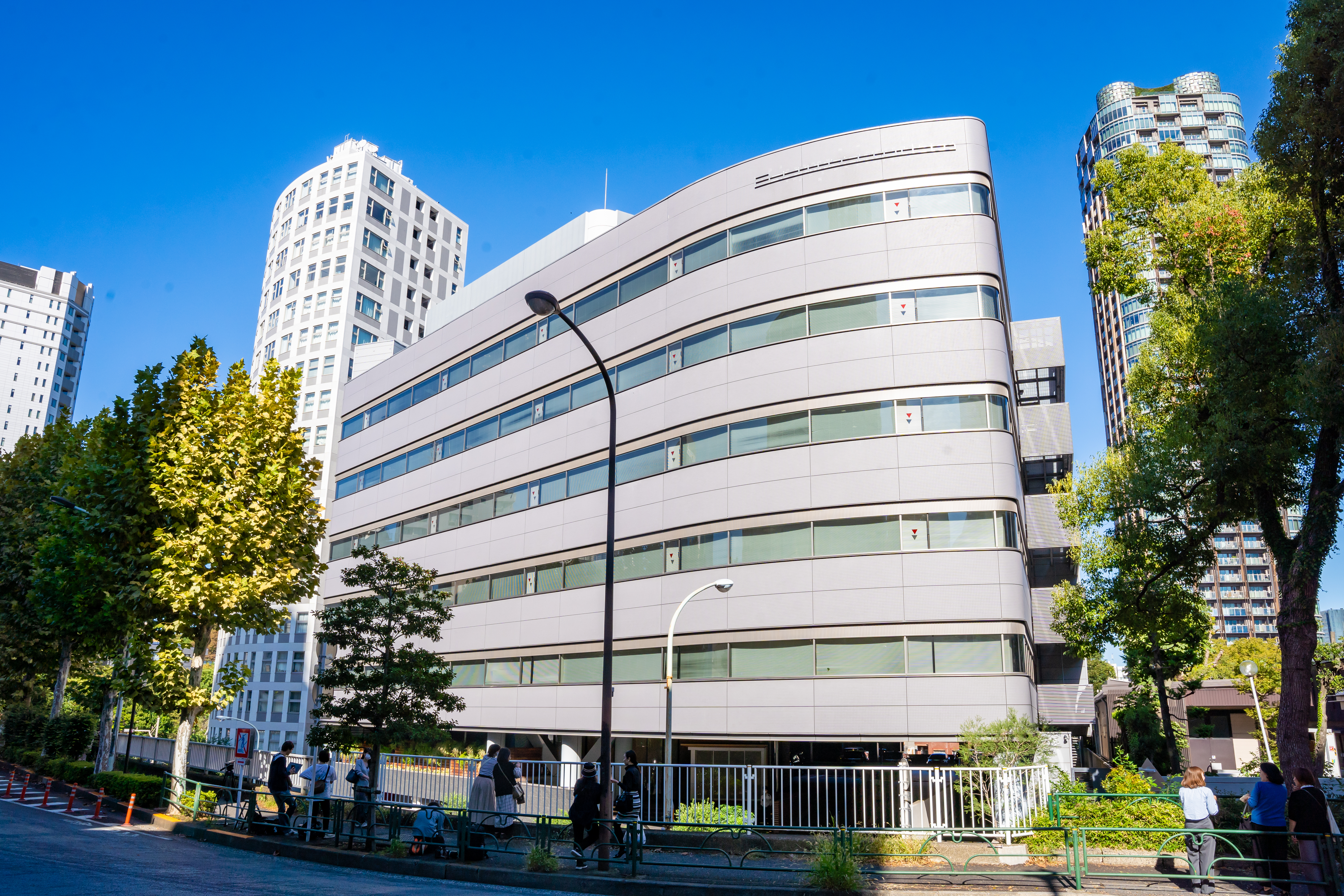
Johnny & Associates (en la foto de 2023) es una empresa de talentos creada por Johnny Kitagawa.

El productor discográfico japonés Johnny Kitagawa, fundador de la compañía de talentos Johnny & Associates y figura influyente en la industria de idols del J-pop, sigue siendo muy respetado en Japón después de su muerte en 2019 a pesar de las acusaciones previas de abuso sexual hacia los actos gestionados por su compañía (aunque nunca fue acusado penalmente). Además, las acusaciones de Kitagawa no fueron reportadas en gran medida por los principales medios de comunicación japoneses. El periodista británico Mobeen Azhar viaja a Japón para investigar por qué la opinión pública sigue siendo favorable hacia él.
Azhar analiza primero la influencia que Kitagawa y Johnny & Associates tienen en los medios japoneses. Los animadores de Johnny & Associates son prolíficos en televisión, cine, música e incluso publicidad. Los niños pequeños son aceptados en la empresa como aprendices conocidos como Johnny's Jr., y la opinión de Kitagawa determina en última instancia si debutarían. Azhar entrevista a Ryutaro Nakamura, el periodista que publicó las acusaciones de abuso sexual de Kitagawa en la revista Shūkan Bunshun en 1999, así como el abogado que representa a Shūkan Bunshun en su demanda con Johnny & Associates. Azhar afirma que Kitagawa incluiría en la lista negra a cualquier medio de comunicación que brindara cobertura desfavorable sobre él, Johnny & Associates o los artistas de la compañía. Llama a Johnny & Associates para concertar una entrevista con Julie Keiko Fujishima, sobrina de Kitagawa y actual directora ejecutiva de la agencia, pero rechazan su solicitud.
Azhar entrevista a cuatro ex-Johnny's Jrs: un hombre anónimo conocido como «Hayashi», Junya Hiramoto, Ryu Takahashi, y Ren. Todos los entrevistados declararon que se sabía y se esperaba de ellos que aguantaran los avances de Kitagawa si eso significaba que podían debutar. Mientras que sólo un entrevistado reconoce sus experiencias como agresión, los demás afirmaron que a pesar de las acciones de Kitagawa, todavía lo ven con buenos ojos. Azhar también visita y entrevista a Nobuki Yamaguchi, un terapeuta centrado en el trauma sexual contra víctimas masculinas, donde discuten cómo el grooming, la «cultura de la vergüenza» de Japón y las leyes anteriores contra la agresión sexual entre hombres impiden que los sobrevivientes masculinos reconozcan su abuso.
Hacia el final de su viaje, Azhar intenta entrevistar a Fujishima nuevamente acudiendo personalmente a Johnny & Associates, pero lo rechazan y le piden que deje de filmar. Más tarde, Azhar se pone en contacto nuevamente con Fujishima por escrito y ella responde con una declaración de que la empresa estaba «trabajando para establecer estructuras organizativas altamente transparentes». Azhar comenta que los conocedores de la ley y los medios se habían negado a hacer comentarios, y que incluso en la muerte, Kitagawa permanece protegido.

## Producción
Predator: The Secret Scandal of J-Pop fue escrita y reportada por Mobeen Azhar, con Megumi Inman a cargo de la dirección. Azhar comenzó a investigar el tema en 2019 tras la muerte de Kitagawa. Durante la producción de este documental, Azhar e Inman declararon que, con la excepción de Shūkan Bunshun, los profesionales de la industria y los medios japoneses generalmente se negaron a hablar con ellos, y se les aconsejó varias veces que no crearan el documental.

## Lanzamiento
Predator: The Secret Scandal of J-Pop se transmitió por primera vez el 7 de marzo de 2023 en BBC Two como parte de la serie de televisión documental This World, así como en su sitio web, para residentes en el Reino Unido. Se transmitió en Australia el 10 de abril de 2023 en ABC TV como parte de la serie de televisión documental Four Corners.
En Japón, el documental se transmitió a través de BBC World News Japan los días 18 y 19 de marzo de 2023. The Daily Beast informó que las cadenas de televisión japonesas se mostraron reacias a transmitirlo, lo que llevó a la BBC a transmitirlo ella misma. El único servicio de streaming japonés que lo hizo fue Hulu Japan, fuera de sus obligaciones contractuales con la BBC, aunque su empresa matriz, Nippon TV, según informes entró en «pánico» por la transmisión.

## Recepción
The Guardian calificó a Predator: The Secret Scandal of J-Pop con tres estrellas de cinco, elogiando el documental pero criticando las reacciones de Azhar a algunas de sus entrevistas y su frustración al intentar contactar a Julie Keiko Fujishima.
Azhar e Inman ganaron el Premio Libertad de Prensa 2023 del Club de Corresponsales Extranjeros de Japón por su trabajo en la película.

## Impacto
Durante décadas, las acusaciones de Kitagawa pasaron desapercibidas en los medios japoneses; sin embargo, tras el lanzamiento de Predator: The Secret Scandal of J-Pop, el documental provocó una amplia cobertura internacional, que luego presionó a los medios japoneses para que los reconocieran. El 5 de abril de 2023, Shūkan Bunshun publicó un artículo en el que el exmiembro de Johnny's Jr., Kauan Okamoto, declaró que Kitagawa había abusado sexualmente de él entre 2012 y 2016. Okamoto declaró que se sintió alentado a contar su experiencia después del lanzamiento del documental. Okamoto fue invitado a hablar en el Club de Corresponsales Extranjeros de Japón el 13 de abril de 2023. El 14 de mayo de 2023, Julie Keiko Fujishima publicó una disculpa por escrito y un vídeo disculpándose por causar «decepción y ansiedad», pero también afirmó que Johnny & Associates no podía confirmar si las acusaciones eran ciertas.
Tras la declaración de Okamoto, varias otras víctimas revelaron que Kitagawa también había abusado sexualmente de ellas, lo que llevó a Johnny & Associates a iniciar una investigación independiente de la empresa. El 7 de agosto de 2023, la investigación encontró que Kitagawa había abusado sexualmente de cientos de niños durante 50 años, y que su hermana y exvicepresidenta de Johnny & Associates, Mary Yasuko Fujishima, había encubierto su comportamiento. El 7 de septiembre de 2023, Fujishima dimitió como directora ejecutiva de Johnny & Associates y reconoció el abuso que se produjo. Varias marcas, incluidas Asahi Group Holdings, Kirin Holdings Company y Suntory Holdings Limited, anunciaron que no renovarían contratos con ningún artista asociado con Johnny & Associates.